# Дюваль, Марк
Марк Дюваль (фр. Marc Duval (Du Val); около 1530, Сен-Венсан, вблизи Ле-Мана — 13 сентября, 1581, Париж) — французский придворный художник, живописец и гравёр. Ему атрибутируются работы Мастера виконта Люксембурга-Мортига (фр. Master of Luxembourg-Martigues). Писал портреты французских гугенотов.

## Биография
Биография Марка Дюваля известна главным образом благодаря обширным сообщениям его современника и соотечественника Франсуа Грюде, сеньора Ла Круа дю Мен. По его сведениям Марк Дюваль — придворный художник последних королей из династии Валуа, носил прозвища «Бертан» (фр. Bertin, по имени своего отца, который носил это имя и также был художником и скульптором) и «Глухой» (фр. Sourd, которое дал ему король Карл IX). Он родился вблизи Сен-Венсана, недалеко от Ле-Мана. В своё время считался одним из лучших рисовальщиков и гравёров. Высоко ценились его портреты последних королей из династии Валуа, при дворе которых он работал, и парижских аристократов. Он умер в Париже вечером 13 сентября 1581 года во время, которое сам предсказал. Известны имена его супруги (Катрин) и дочери (Элизабет Дюваль, жившая также в Париже, имела способности к изобразительному искусству). Художник имел свой дом в Париже, на улице Grenelle.
Франсуа Грюде сделал свои записи через три года после смерти художника, но часть его сведений признаётся ошибочной. Художник Марк Дюваль не фигурирует в парижских документах раньше 1572 году и вряд ли мог он быть до этого времени придворным художником. В документах отсутствуют упоминания и о его доме на улице Гренель. Предполагают, что Бертан, упоминаемый в документах в 1562 году, — не Марк Дюваль, а его отец (1519—1562), которого Грюде принял за его сына, а сам художник никогда не носил такого прозвища. Тем не менее, семейное древо Дювалей, созданное в 1760 году, называет Бертана «художником и скульптором Франциска I», а Марка «художником Генриха II».
Франсуа Грюде не сообщает ничего о религии художника. Это и большое количество изображений лидеров гугенотов дало основание искусствоведу Луи Димье видеть в нём протестанта. Он также предполагал, что Дюваль ездил в Италию и долгое время там жил. «Мастер Марко из Франции» в мае 1553 года работал по заказу кардинала Риччи в Палаццо Саккетти в Риме, а Карел Ван Мандер упоминает художника королевы-матери из Парижа, тоже по имени «Марко», обучавшего Бартоломеуса Спрангера в 1565 году искусству рисунка.
Наиболее достоверные документы, касающиеся Марка Дюваля, относятся к концу 1570-х годов, на основе чего делают вывод, что он именно тогда переехал в Париж и до этого служил правителям Наварры. В 1575 году анонимный автор, вероятно, принадлежащий к свите королевы Маргариты Наваррской, посвятил ему стихотворение под названием «Le pourtraict de mon âme». 19 июня 1577 года художник в Париже был свидетелем на браке гравёра Жана Рабеля. В 1579 году он выиграл судебный иск против Луи де Кампаня, графа де Ла Сюза, заставив его выплатить себе крупную денежную сумму. В исковых документах Дюваль именуется «marchand peintre demeurant à Paris».

## Атрибуция произведений
Его подпись («Господин Дю Валь») стоит на гравюре 1579 года, изображающей трех братьев Колиньи, выполненной по рисунку 1569 года, вероятно, созданного им же. Также ему принадлежат портреты Жанны III Д’Альбре и Екатерины Медичи, созданные в этом же 1579 году, и, вероятно, относящиеся к одной и той же серии, о которой говорит Франсуа Грюде. Некоторые исследователи приписывают художнику и другие гравюры, в частности изображение слепого флейтиста (1566, Лувр, inv. R.F. 1948-26), выполненное в итальянской традиции, и отдельные портреты мастерской Франсуа Клуэ («Жан Бабу де Ла Бурдезьер» из Лувра, портреты адмирала Колиньи и герцога Немура в собрании музея Шантийи, Себастьяна Люксембурга-Мартига, Тулуза, Фонд Bemberg). Искусствовед Луи Димье также приписывал этому художнику эскиз головы Колиньи. Жан Адемар, который провёл крупнейшую выставку французского рисунка XVI века из собрания Кабинета эстампов Национальной библиотеки Франции в 1970 году в Париже, приписал Мастеру виконта Люксембурга-Мортига тринадцать работ. Большинство из них до этого приписывались Франсуа Клуэ или его мастерской.

## Особенности творчества
Хотя в работах Марка Дюваля заметно влияние Франсуа Клуэ, присутствуют и значительные отличия. Он подчиняет детали строгой форме, использует растушевку. Художник стремится передавать складки крупными линиями, объемно, избегает декоративных эффектов. Часто он увеличивает формат листа и изображение. Страсти в лицах героев выступают более открыто, чем на портретах Франсуа Клуэ. Это герои сражений, люди прямолинейные и грубые. Среди моделей мастера — представители древних аристократических родов, вожди гугенотов. Художника привлекает патриархальный уклад провинциальной знати. Оппозиционная королю знать идеализировала старые времена.
Герои художника живут в атмосфере сурового закона и сохраняют свою цельность.

## Галерея

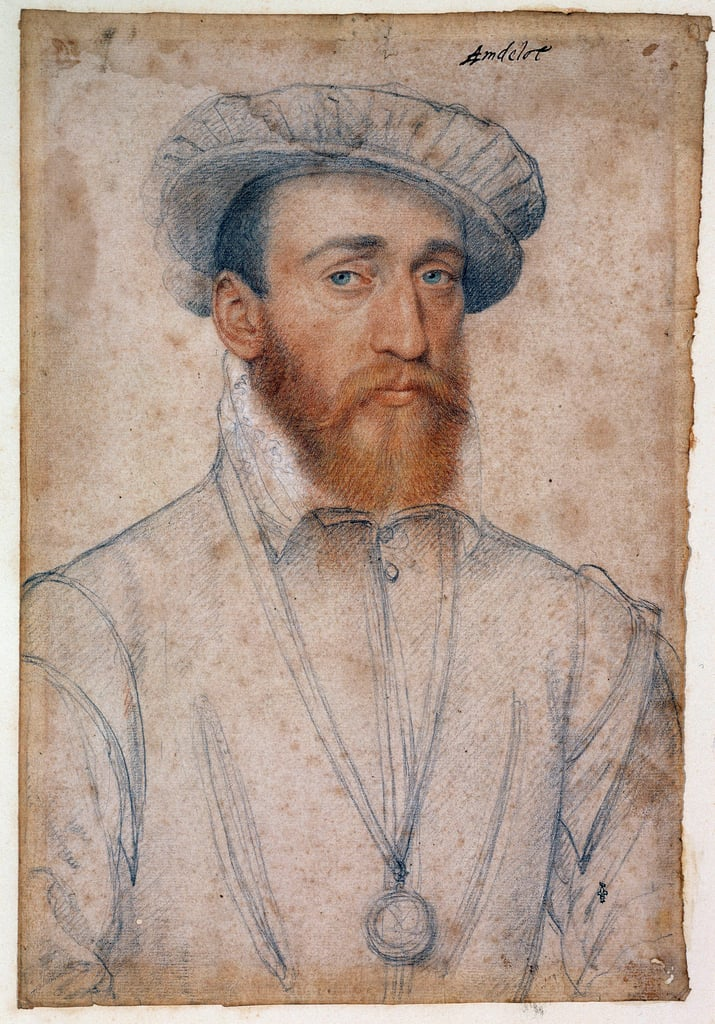
Марк Дюваль (?). Граф Франсуа де Колиньи д’Андело. Музей Конде, Шантийи, около 1555.
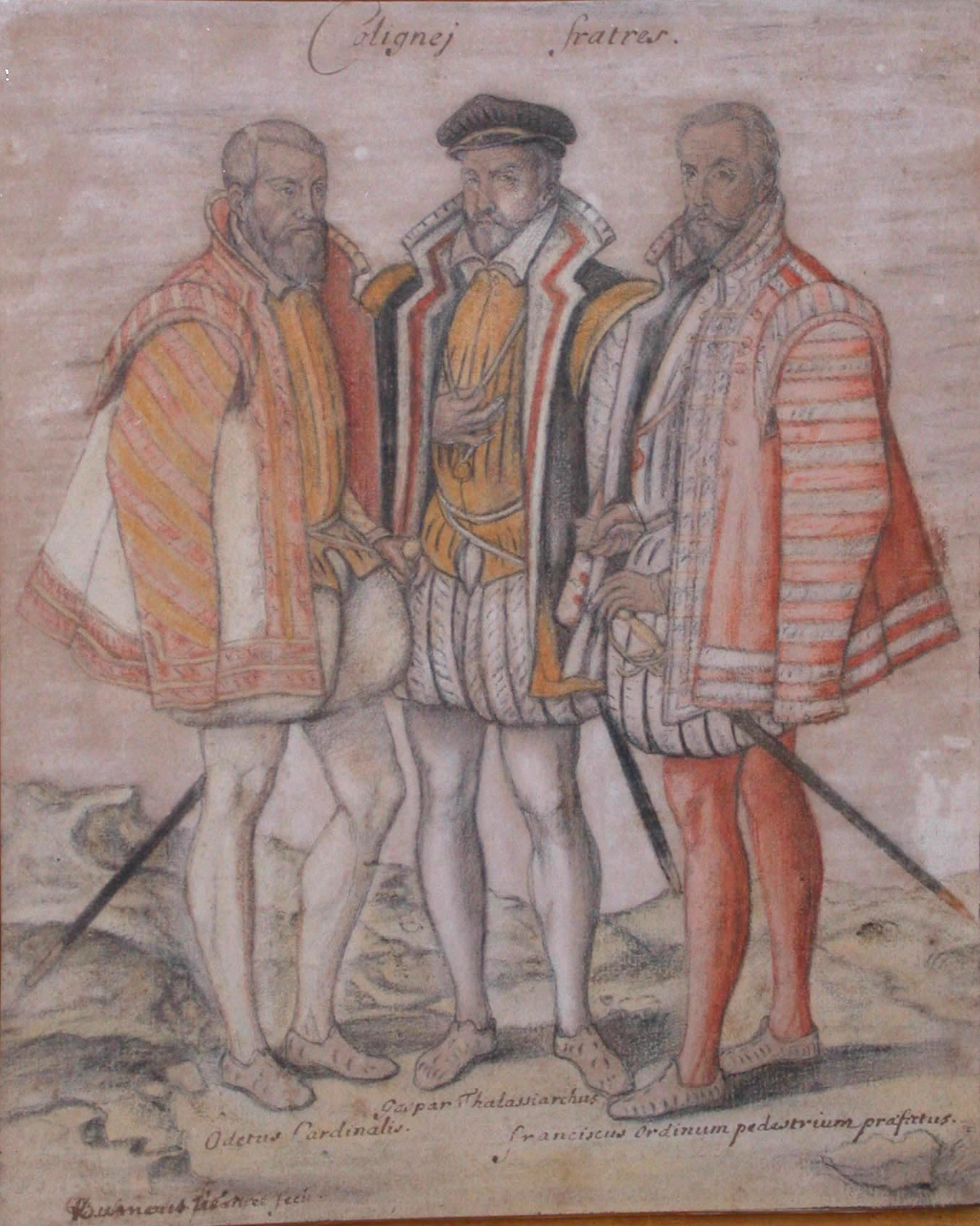
Марк Дюваль (?). Братья Колиньи (Шатильоны): Гаспар II де Колиньи, Оде, Кардинал де Шатильон и Франсуа, сеньор д’Андело. Музей Конде, Шантийи.
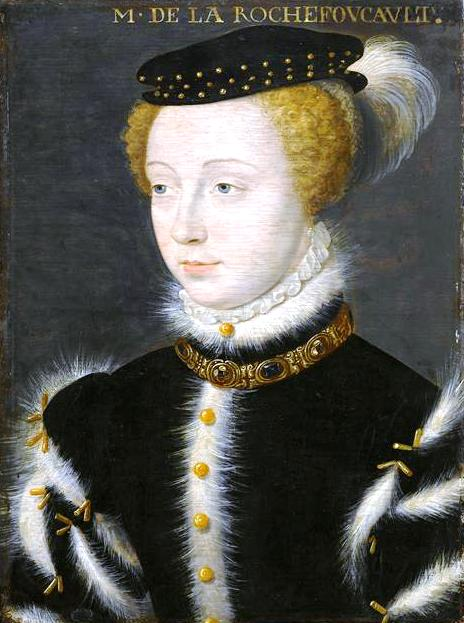
Марк Дюваль (?). Графиня Шарлотта Ларошфуко. Париж, Лувр, около 1555.
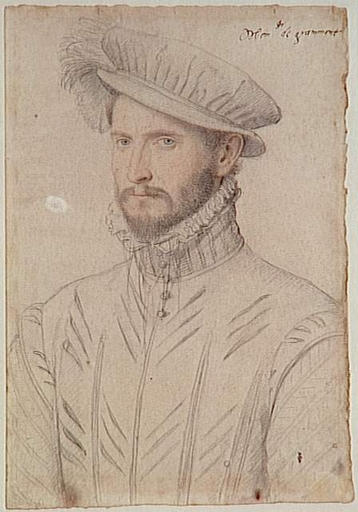
Марк Дюваль (?). Антуан I д'Ор, граф де Грамон. Музей Конде, Шантийи, около 1559 года.
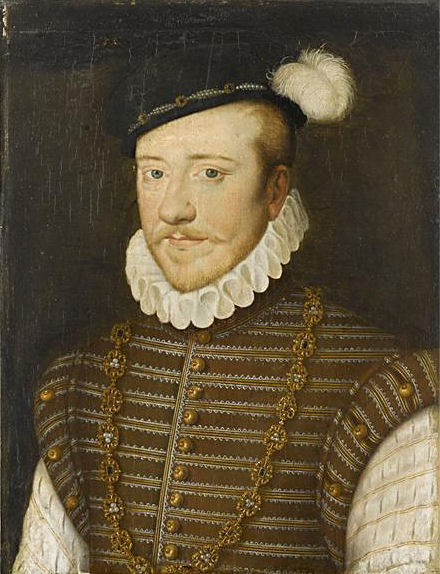
Марк Дюваль (?). Жак Савойский, герцог Немурский. Музей Конде, Шантийи.